# Tupčina
Tupčina is een plaats in de gemeente Žumberak in de Kroatische provincie Zagreb. De plaats telt 59 inwoners (2001).